# Amadalavalasa
Amadalavalasa là một thị xã và là một nagar panchayat của quận Srikakulam thuộc bang Andhra Pradesh, Ấn Độ.

## Nhân khẩu
Theo điều tra dân số năm 2001 của Ấn Độ, Amadalavalasa có dân số 37.852 người. Phái nam chiếm 51% tổng số dân và phái nữ chiếm 49%. Amadalavalasa có tỷ lệ 65% biết đọc biết viết, cao hơn tỷ lệ trung bình toàn quốc là 59,5%: tỷ lệ cho phái nam là 75%, và tỷ lệ cho phái nữ là 55%. Tại Amadalavalasa, 11% dân số nhỏ hơn 6 tuổi.